# Borg (Star Trek)
Los Borg son personajes ficticios del universo de Star Trek. Son una civilización de humanoides de diversas especies alienígenas que combinan lo sintético con lo orgánico, lo que les da mejores capacidades mentales y físicas. Las mentes de todos los Borg están conectadas por implantes corticales a una colmena, una mente colectiva, controlada por la Reina Borg, quien es capaz de suplantar las identidades individuales y los sentimientos personales de sus súbditos, por el placer que causa la liberación del ego a través de neurotransmisores psicotrópicos que les abre las mentes a lo transpersonal, siendo la reina Borg la que domina el ámbito transpersonal. Ello los convierte en drones; lo que piensa un Borg lo comparte con todos los Borg de la colmena. Gracias a esto, si un Borg muere, otro lo reemplaza con el conocimiento del Borg anterior y pudiendo terminar una tarea sin necesidad de comenzar de nuevo. Esto los hace extremadamente eficientes en el momento de atacar o ser atacados.
Los Borg tienen como objetivo primordial el asimilar (transformar seres vivos a Borg) para "mejorar la calidad de la vida en el universo" y alcanzar su propia perfección a través de la incorporación de las características de las especies asimiladas. Con este fin, viajan por la galaxia asimilando otras especies y su tecnología, forzando a los individuos capturados a unirse contra su voluntad al control de la colmena, inyectándoles nanosondas, que transforman partes de su cuerpo en partes mecánicas o sintéticas. Este es generalmente su método de reproducción, siendo su aparato reproductivo unos tubos inyectores que salen de sus manos.
El nombre "Borg" es una contracción de cyborg: una combinación de organismo biológico con partes cibernéticas (robóticas).

## Historia
El primer contacto formal de la Federación con el Colectivo Borg ocurre por interferencia de Q, un ser casi omnipotente (personaje de Star Trek: la nueva generación). Q transporta al Enterprise D al sistema J-25, en el cuadrante Delta (cuadrante original de los Borg), el tiempo suficiente para exponerlos al Colectivo. Tiempo después de este encuentro, los Borg envían una de sus naves cúbicas (principal medio de transporte, ataque y conquista) hacia la Tierra para su asimilación. En este proceso, conocido como la batalla de Wolf 359, es capturado el capitán Picard por parte de los Borg, para que su conocimiento de los métodos defensivos y procedimientos de la Flota Estelar pase al Colectivo, siendo transformado en un Borg llamado Locutus.
Alrededor de 200 años antes, ya habían tenido un primer contacto con los humanos (remanentes del ataque Borg al primer cohete warp en 2063, mediante viaje en el tiempo y detenidos por la tripulación de Picard, que quedaron sepultados en el Ártico). El Enterprise (NX-01), comandado entonces por el capitán Archer pudo destruir a los 29 que conocían la existencia de la Tierra. 
Durante varios siglos, los Borg han perfeccionado constantemente su inmenso Colectivo viajando por la galaxia y conquistando, asimilando y destruyendo incontables culturas y planetas enteros. Su extraño y ambicioso objetivo es la mejora continua de su especie a través de la asimilación de la tecnología, conocimientos y habilidades de otras especies que consideran que pueden ser útiles para su propósito; no la acumulación de riquezas o poder político, como sucede con otras especies. 
Increíblemente poderosos, estos cíborgs, dotados de la capacidad de asimilar esas civilizaciones y sus tecnologías, se han ido haciendo más poderosos, extensos y mortíferos con cada conquista.
Decididos a alcanzar la “perfección” saqueando y asolando especies por todos los rincones de la galaxia, los Borg no dejan nada tras su paso, salvo el borroso recuerdo de los aportes únicos de cada civilización, que ya sólo existen en los conocimientos acumulados de los Borg.
En Star Trek: Voyager gran parte de su viaje lo realizan estando en territorio Borg, o cercano a éste, manteniéndolos en constante peligro. Un Borg llamado 7 de 9 se une a la tripulación de la USS Voyager, logrando un considerable proceso de reindividualización. Se especula que 7 de 9 fue probablemente una de los primeros humanos asimilados por los Borg. En el último episodio de esa serie, la capitana Janeway del futuro infecta a la Reina Borg con un virus de gripe que la destruye junto con su Uniplexo que la Voyager usa para regresar al cuadrante Alfa.
En el año 2372 los Borg tratan de invadir la Tierra, pero las fuerzas de defensa terrestre, apoyadas por el Enterprise E comandado por el capitán Picard, impiden sus planes.

## Sociedad

### Drones Borg
La mayor parte de la sociedad Borg está compuesta por drones, individuos siempre humanoides de diferentes especies que se dedican a realizar trabajos con el fin de servir al Colectivo. En inglés, la palabra 'drone' significa zángano. Irónico, ya que los zánganos en las sociedad de las abejas son siempre machos y no realizan ningún trabajo, excepto el de reproducirse con la abeja reina. 
Cuándo un individuo es asimilado y convertido en un dron, su fisiología e inteligencia son incrementadas artificialmente, gracias a unos implantes cibernéticos que cubren casi todo su cuerpo. La naturaleza de los implantes determina la labor a la que se dedica un Borg, como el de drone táctico o médico.

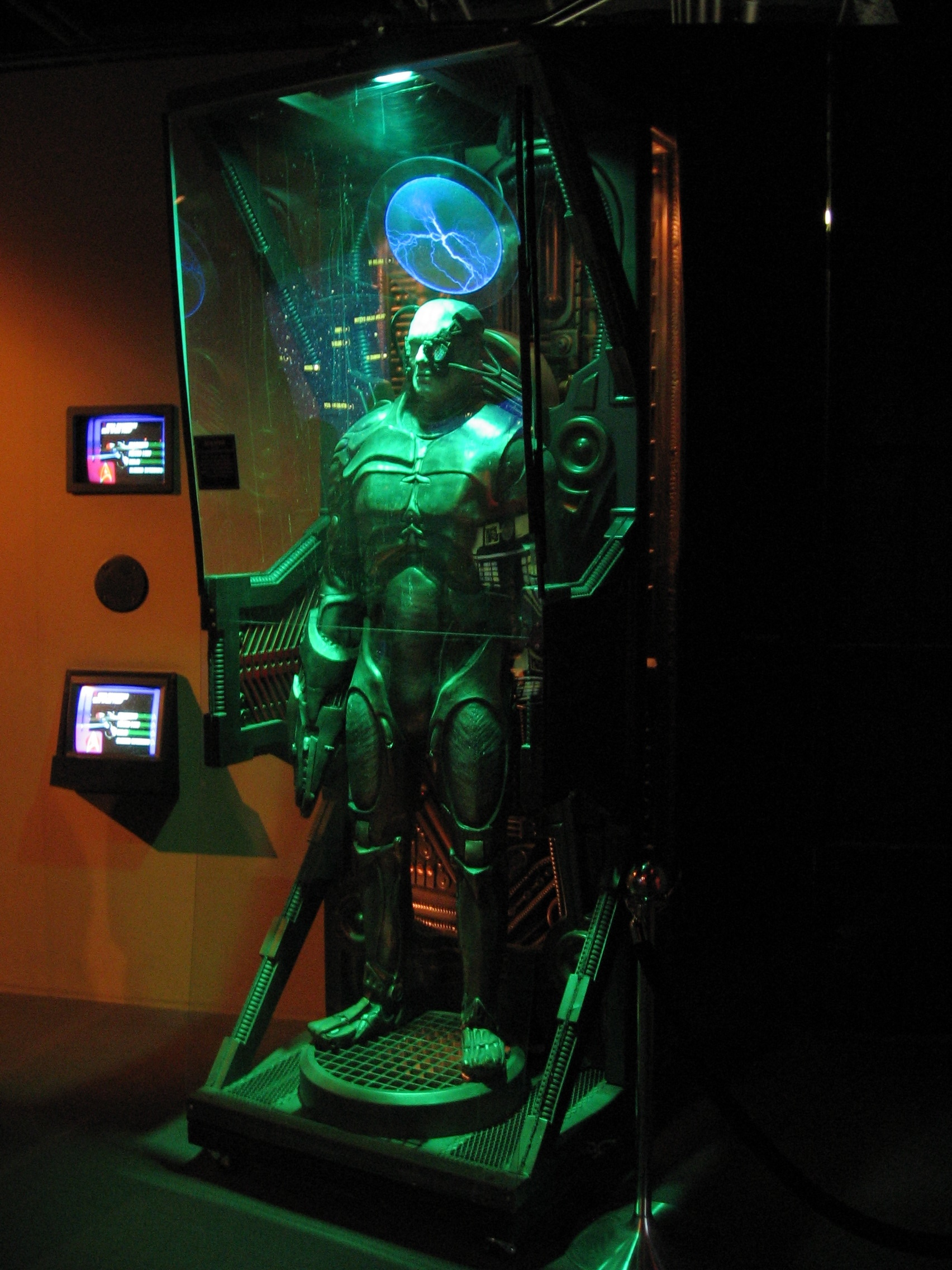
Un Borg en su "estación de anclaje".

## Tecnología
Los Borg asimilan los cuerpos y la tecnología de las diversas razas que encuentran en su camino, añadiéndolas al conocimiento del Colectivo, el cual se incrementa cada vez que una raza o una nueva tecnología es asimilada. Es así como poseen sistemas de armas y propulsión muy avanzados. Aquellas razas que ellos consideran que no son dignas de asimilar (ya sea por incompatibles o inferiores) son destruidas. Los componentes mecánicos Borg se comportan como sus símiles orgánicos: se regeneran y auto reparan.
La manera de asimilar a un organismo biológico es inyectándoles nano sondas, que dentro del cuerpo del nuevo huésped se van multiplicando y creando componentes mecánicos y electrónicos que unen al individuo con el colectivo. Una vez establecida la comunicación inicial con el Colectivo, el huésped pierde su individualidad y asume las tareas específicas que se le asignen. Es común que partes biológicas, como brazos, ojos, piernas u otros órganos, sean amputados y reemplazados por componentes cibernéticos.
También son capaces de establecer interfaces con computadoras o sistemas internos de naves, siendo capaces de modificarlos y mejorarlos, tomando el conocimiento para el Colectivo.
- “Somos Borg. Ustedes serán asimilados. Resistirse es inútil.”
- “Somos los Borg. Bajen sus escudos y rindan sus naves. Sumaremos sus características biológicas y tecnológicas a las nuestras. Su cultura se adaptará para servirnos. La resistencia es inútil.”
- “Se volverán uno con los Borg.”-->